# 马塞尔·范德费恩
马塞尔·范德费恩（荷蘭語：Marcel van de Veen，1961年10月3日—），荷兰男子帆船运动员。他曾代表荷兰参加2004年和2012年夏季残疾人奥林匹克运动会帆船比赛，获得一枚金牌和一枚银牌。